# Diocle di Magnesia
Diocle di Magnesia (in greco antico: Διοκλῆς ὁ Μάγνης?, Dioklês ho Mágnēs; Magnesia ad Sipylum, II secolo a.C. – I secolo a.C.) è stato uno scrittore e filosofo greco antico.

## Biografia
Fu, forse, amico del filosofo cinico Meleagro di Gadara, se è lui il Diocle a cui l'epigrammista dedicò la Corona e che cita nel v. 1 del proemio della raccolta. 

## Opere
Sappiamo da Diogene Laerzio che Diocle scrisse due opere di tipo bio-dossografico, intitolate Compendio dei filosofi (ἐπιδρομὴ τῶν φιλοσόφων) e Vite dei filosofi (περὶ βίων φιλοσόφων), cui Diogene attinse spesso per la sua opera Vite e dottrine dei più celebri filosofi, specialmente per quanto riguarda i Cinici e gli Stoici.
Sempre secondo Diogene, Diocle, in una di queste opere, si sarebbe impegnato in un'ampia e appassionata difesa di Epicuro: secondo Nietzsche, tale apologia gli sarebbe costata l'attacco di Sozione, maestro di Seneca, che contro di lui avrebbe scritto Le 24 prove contro Diocle, in ben dodici libri, se questo Diocle va identificato con il nostro autore.